# 효자김강철지려
효자김강철지려는 대한민국 전라남도 구례군 광의면에 있다. 2007년 12월 12일 구례군의 향토문화유산 제22호로 지정되었다.

## 개요
효자 김강철(金剛喆)은 영조 38년(1762)에 경주김씨(慶州金氏) 문반(文班)의 집에서 태어났으며 천성이 어질고 근면하며 효성이 지극하였다. 부친께서 병으로 자리에 눕자 배설물을 맛보아 증세를 살피고 약과 죽을 쑤어 봉양할 때 부인을 시키지 않고 밤낮으로 하나님께 기도를 드렸다.  부친의 병이 위독하자 손가락을 잘라 피를 흘려 생명을 연장토록 하였으나 정조 17년(1793)에 부친이 운명하자 슬피 통곡하다가 반나절이나 혼절하고 3년간을 시묘하였다.  그는 태양(太陽)아래 나타난 것을 부끄러워하며 깊은 산속이나 칠흙 같은 어둠속에서 부친의 명복을 빌면서 나날을 보냈는데 효성이 지극하여 호랑이가 항상 공(公)의 주변에서 함께 생활하였다고 한다.